# 阿克萨电视台
阿克萨电视台（阿拉伯语：‎）是巴勒斯坦的一家电视台，为哈马斯所拥有，2006年开播，通过卫星电视及网络向全球播出。

## 概况
在哈马斯赢得巴勒斯坦议会选举的全面胜利之后，2006年1月9日（一说12日），阿克萨电视台开始在加沙地带播出，台长为巴勒斯坦议会议员法蒂·哈马德。电视台的名称来源于耶路撒冷的阿克萨清真寺。2006年1月22日，巴勒斯坦的一名检察官以未获得执照为由，决定关闭这家电视台，但该决定从未得到执行。时任巴勒斯坦新闻部长穆斯塔法·巴尔古提也曾表示，他曾要求阿克萨电视台停止广播，以便对内容进行审查，结果仍然不了了之。
阿克萨电视台基本站在哈马斯的立场，节目内容包括新闻、娱乐及儿童节目，被以色列方面指责充斥着反犹太主义、伊斯兰主义、反美主义以及其他反西方的内容。其中一个儿童节目《明日先锋》因曾经出现酷似米老鼠的形象“Farfour”并借此向儿童灌输哈马斯价值观而受到关注。
作为哈马斯的官方喉舌，阿克萨电视台自然而然成为以色列军方的重点目标。2008年加沙戰爭期间，以色列飞机多次轰炸阿克萨电视台总部，导致该台建筑物完全被毁；其后以军又在2014年7月29日和2018年11月12日轰炸了阿克萨电视台总部大楼。